# Consuelo Turetta
Consuelo Turetta (* 7. September 1961 in Lozzo Atestino) ist eine ehemalige italienische Volleyball- und Beachvolleyballspielerin.

## Karriere Halle
Turetta begann ihre Karriere 1979 in Noventa Vicentina. Von 1983 bis 1991 spielte sie jeweils vier Jahre lang in Modena und bei Amatori Bari. Aus Bari wechselte sie 1991 zum Erstligisten Unibit Roma. In der Saison 1992/93 gewann die Zuspielerin mit dem mittlerweile in Fincres Roma umbenannten Verein den CEV-Pokal. 1994/95 spielte sie bei Aster Roma in der zweiten Liga. 1996 kehrte sie zurück in die Halle und absolvierte noch eine Saison bei Yokohama Montichiari.

## Karriere Beach
Turetta absolvierte ihr erstes internationales Beachturnier 1994 mit Annamaria Solazzi in Santos. Bei ihrem zweiten gemeinsamen Auftritt in La Serena erreichten Turetta/Solazzi als Siebte erstmals die Top Ten. Bei den Open-Turnieren in Busan und Brisbane kamen sie 1995 jeweils auf den neunten Rang. Das Jahr 1996 begannen sie mit einem 13. Platz in Rio de Janeiro. Außerdem nahmen sie an den Olympischen Spielen in Atlanta teil. Dort unterlagen sie im ersten Spiel den späteren Finalistinnen Mônica Rodrigues und Adriana Samuel aus Brasilien mit 15:17. Mit einer weiteren Niederlage gegen das norwegische Duo Berntsen/Hestad schieden sie aus und belegten den 13. Platz.
Die restlichen beiden Turniere der Weltserie 1996 in Espinho und Ostende spielte Turetta mit Caterina de Marinis, die bereits bei den Clearwater Open 1995 ihre Partnerin gewesen war. In Portugal wurden die beiden Italienerinnen Siebzehnte, in Belgien erreichten sie das Achtelfinale. Anschließend beendete Consuelo Turetta ihre Beachvolleyballkarriere.